# Rejon statystyczny
Rejon statystyczny – jednostka terytorialna agregacji danych statystycznych, złożona z nie więcej niż dziewięciu obwodów spisowych.
W Polsce, zgodnie z rozporządzeniem Rady Ministrów z dnia 15 grudnia 1998 r. w sprawie szczegółowych zasad prowadzenia, stosowania i udostępniania krajowego rejestru urzędowego podziału terytorialnego kraju oraz związanych z tym obowiązków organów administracji rządowej i jednostek samorządu terytorialnego (Dz.U. z 1998 r. nr 157, poz. 1031), wielkość rejonu statystycznego nie może być większa niż 2700 osób lub 999 mieszkań. W przypadku przekroczenia maksymalnej liczby mieszkań, osób lub obwodów spisowych dokonuje się podziału rejonu. Podział na rejony statystyczne jest dopasowany do granic jednostek podziału terytorialnego. Każdy rejon statystyczny posiada niepowtarzalny sześciocyfrowy identyfikator.